# Monopol
För andra betydelser, se Monopol (olika betydelser)
Ett monopol är en marknad med en enda eller en grupp producenter och flera konsumenter. En marknad med monopol har inte en perfekt konkurrens och varornas pris ligger vanligtvis inte vid jämviktspriset. Monopolens brist på konkurrens leder ofta till sämre service och en brist på substitutprodukter, och kan även göra det möjligt att ta ut högre priser och generera en ökad  vinst för monopolisten.

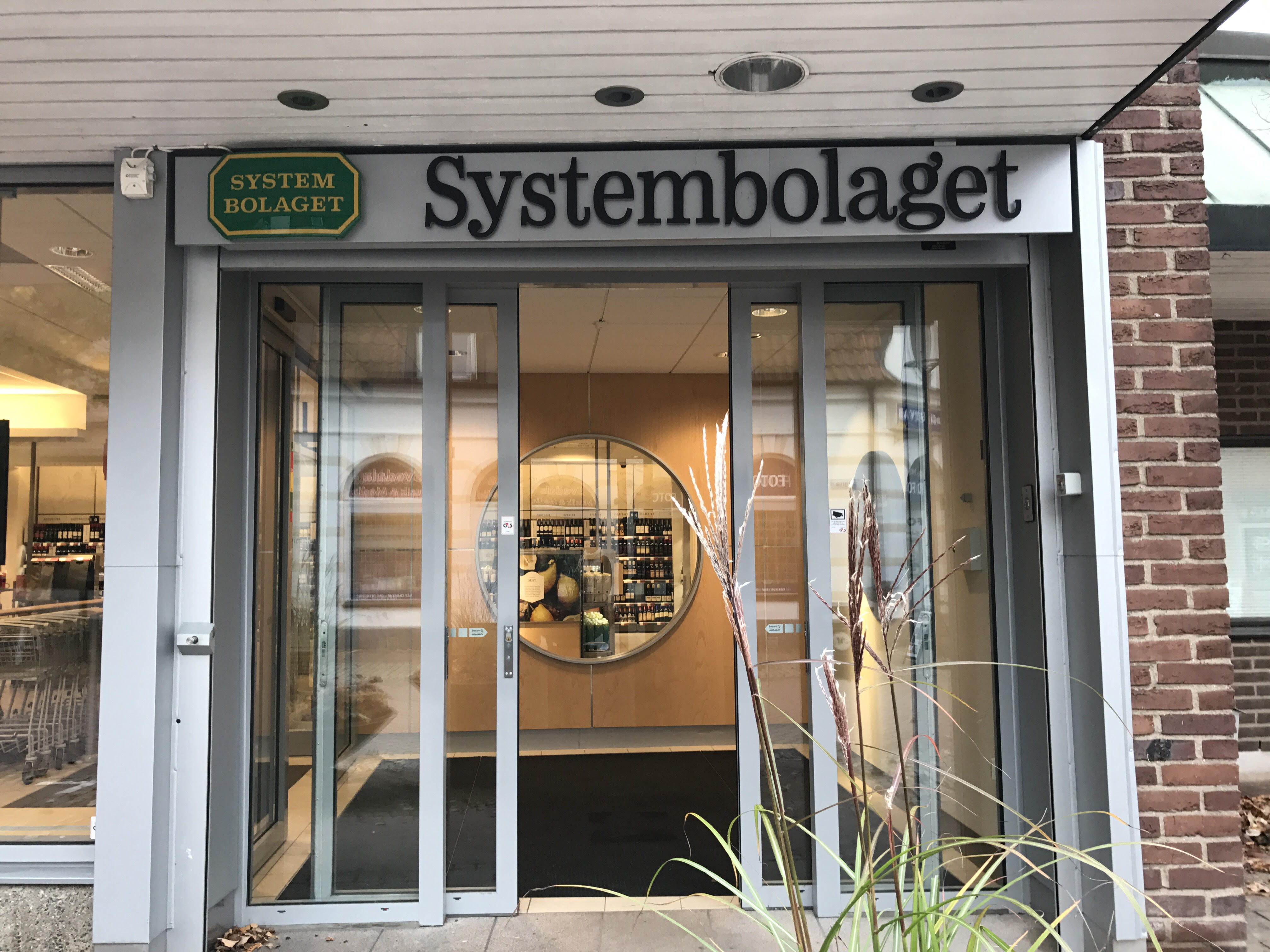
Systembolaget, ett exempel på ett statligt monopol

## Instiftande av monopol
Monopol uppkommer av olika skäl:
- Lagliga monopol kan till exempel vara immaterialrätt såsom patent, varumärken, mönster, upphovsrätten till litterära och konstnärliga verk, heraldiska vapen och namn. Syftet med tidsbegränsade patent (monopol att tillverka en produkt) för exempelvis läkemedel är att gynna producenterna av läkemedel så att de får starka incitament att investera i nya läkemedel. Syftet med upphovsrätt (monopol att framföra och sprida en text eller musikstycke) är att gynna skaparna så de får starka incitament att skapa mer. Om den samhällsekonomiska effekten blir negativ (välfärdsförlust) eller positiv är oklart, dock var det innan sådana rättigheter så att duktiga uppfinnare och musikkompositörer ofta levde i fattigdom eller hade annan sysselsättning vid sidan av eftersom det var svårt att leva på det.
- Naturliga monopol är sådana med en fallande styckkostnad, dvs som har höga fasta kostnader men relativt låga rörliga kostnader som till exempel järnvägar eller gasledningar. Ofta har staten tagit över dessa monopol, eller reglerar dem åtminstone, för att undvika överpriser.[2]
- Statliga monopol kan stiftas bland annat för att säkra skatteintäkter, säkra kvalitet, reglera prissättning, för att ta den ursprungliga investeringen eller för att kontrollera viss form av konsumtion, till exempel alkoholdrycker.
- För ordningen i samhället instiftas våldsmonopol där polis, militär och privata säkerhetsföretag får tydligt avgränsade uppdrag.
- Privata monopol är sådana som patent och upphovsrätt uppehåller. Där en privat aktör får fritt spelrum att sätta pris och välja vem som ska få ta del av produkten eller kunskapen.

Statligt reglerade monopol är politiskt omdebatterade. Liberalt orienterade personer är i princip mot monopol och för konkurrens. Liberaler menar att på den fria marknaden där medborgarna (konsumenterna) tillåts välja, kommer företag konkurrera med varandra med bästa kvalitet till lägsta pris för att attrahera konsumenter. Därmed får man en hög effektivitet som en stängd marknad har svårt att uppnå. Vidare behöver inte en aktör som agerar ensam på en marknad i samma utsträckning tänka på kvalité och att prestera sitt bästa, eftersom konsumenten inte har något annat val än att köpa av aktören. Andra grupper, vanligen orienterade mot den politiska vänstern, hävdar fördelar med vissa offentliga monopol, till exempel inom vård- och skolsektorn. Dessa menar att vissa varor och tjänster inte är lämpade att agera på en fri marknad eftersom man vill gynna andra värden än lågt pris och hög effektivitet. Inom vården kan hög tillgänglighet och ett brett utbud vara viktigare än lönsamhet. En privat aktör förväntas välja bort delar av tillgänglighet och utbudet om den anses olönsam, eftersom den privata aktören vill maximera vinsten till ägaren.

## Sverige
Det statliga monopolet på många verksamheter har sin grund i ett från medeltiden infört regale.

### Monopol
En verksamhet som i Sverige bedrivs under statligt reglerade monopol, men där avreglering ibland diskuteras, är alkoholdetaljhandel som idag enbart får bedrivas av Systembolaget. Ett liknande statligt monopol är för spel och dobbel som innehas av främst AB Svenska Spel, men även andra statliga aktörer som ATG. Upprätthållandet av dessa monopol brukar motiveras med folkhälsoskäl, då både alkohol- och spelmissbruk kan leda till stora sociala problem för individer och anhöriga som drabbas. Monopolets roll är där med att begränsa tillgängligheten och utbudet, något som marknaden vill gynna så länge det finns en efterfrågan.

### Avregleringar
Omvandlingen från "monopolistiska branschstrukturer" till "konkurrensutsatta marknader" – benämnt som regelreformer, avregleringar eller liberaliseringar – har i Sverige pågått sedan 1970- och 1980-talen men tog fart under 1990-talet i och med konkurrensutsättning av flera branscher, inledningsvis med taximarknaden den 1 juli 1990.
Ett statligt monopol som avreglerades utan statens uttryckliga godkännande, var TV-monopolet. Den 31 december 1987 började TV3 att sända över Sverige via satellit, trots att det svenska tv- och radiomonopolet inte var avskaffat. Riksdagsledamoten för regeringspartiet socialdemokraterna, Maj Britt Theorin, talade om att förbjuda parabolantenner och hotade med böter och fängelse. Under tidigt 1990-tal och den liberala regeringen Bildts tillträde avreglerades tv- och radiomonopolet. Nya aktörer som i huvudsak finansierade sin verksamhet med reklamintäkter uppstod, däribland TV4 och NRJ.
Avregleringar inom svenska branscher har sedan 1990-talet skett inom inrikesflygmarknaden (1992), telemarknaden (1993, tidigare monopol för Televerket), postväsende- och brevdistributionsmarknaden (1993–1994, tidigare monopol för Posten), elmarknaden (1996, tidigare oligopol med Vattenfall och lokala energibolag), järnvägstrafiksmarknaden (1996 för godstågstrafik och 2009 för persontåg, tidigare monopol för SJ), apoteksmarknaden (2009, tidigare monopol för Apoteket), besiktningsmarknaden (2010, tidigare monopol för Bilprovningen), penningspelmarknaden (2019, tidigare monopol för dåvarande Lotteriinspektionen).